# Nati il 4 aprile
| Questa pagina contiene informazioni ricavate automaticamente dalle voci biografiche con l'ausilio del template Bio e di un bot. L'aggiornamento è periodico e automatico e ricostruisce completamente la pagina. Se manca una persona in questa lista, sei pregato di non aggiungerla, ma accertati piuttosto che la sua voce biografica contenga il template Bio e che i dati anagrafici siano correttamente compilati. Se il template Bio manca, inseriscilo tu stesso o, in alternativa, metti l'avviso {{tmp\|Bio}} che ne segnala la mancanza. Se i dati riportati sono sbagliati, correggi direttamente la voce biografica; le modifiche saranno visibili in questa lista entro pochi giorni. Per chiarimenti vedi il progetto biografie. La lista contiene solo le 1.256 persone che sono citate nell'enciclopedia e per le quali è stato implementato correttamente il template Bio. Pagina aggiornata al 17 ago 2025. |

## II secolo(1)
- 188 - Caracalla, imperatore romano († 217)

## XV secolo(3)
- 1423 - Giovanni II di Nassau-Saarbrücken, sovrano tedesco († 1472)
- 1436 - Amalia di Sassonia, nobildonna († 1501)
- 1500 - Pandolfo della Stufa, politico italiano († 1568)

## XVI secolo(5)
- 1508 - Ercole II d'Este, duca italiano († 1559)
- 1534 - Martino Longhi il vecchio, architetto italiano († 1591)
- 1572 - William Strachey, storico britannico († 1621)
- 1583 - Francesco Quaresmio, francescano e orientalista italiano († 1650)
- 1588 - Alessandro Varotari, pittore italiano († 1649)

## XVII secolo(16)
- 1603 - Giovanni Gonnelli, scultore italiano († 1664)
- 1604 - Bartolomeo Bocchini, poeta e attore italiano
- 1614 - Enrico II di Guisa, arcivescovo francese († 1664)
- 1618 - Ferrante III Gonzaga, nobile italiano († 1678)
- 1622 - Loreto Mattei, poeta e storico italiano († 1705)
- 1624 - Francesco Maria di Lorena, nobile francese († 1694)
- 1640 - Gaspar Sanz, presbitero, compositore e chitarrista spagnolo († 1710)
- 1646 - Antoine Galland, orientalista e archeologo francese († 1715)
- 1648 - Grinling Gibbons, scultore inglese († 1721)
- 1661 - Luigi-Armando I di Borbone-Conti, militare francese († 1685)
- 1674 - Jan Aalmis, pittore e ceramista olandese († 1755)
- 1676 - Giuseppe Maria Orlandini, compositore italiano († 1760)
- 1687 - Giovan Battista Papi, fantino italiano († 1719)
- 1688 - Joseph-Nicolas Delisle, astronomo francese († 1768)
- 1693 - John Harrison, orologiaio e inventore inglese († 1776)
- 1693 - John West, I conte De La Warr, politico e ufficiale inglese († 1766)

## XVIII secolo(35)
- 1703 - Carlo Mineo, vescovo cattolico italiano († 1771)
- 1710 - Agostino Chigi della Rovere, III principe di Farnese, principe italiano († 1769)
- 1721 - Pio Fantoni, ingegnere italiano († 1804)
- 1731 - Ivan Ivanovič Lobanov-Rostov, nobile e ufficiale russo († 1791)
- 1741 - John Wodehouse, I barone Wodehouse, nobile e politico inglese († 1834)
- 1742 - Jean-Arnaud Raymond, architetto francese († 1811)
- 1749 - Vincenzo De Filippis, matematico, filosofo e patriota italiano († 1799)
- 1752 - Joseph von Deym, mecenate e scultore boemo († 1804)
- 1752 - Jean-Pierre Saint-Ours, pittore e disegnatore svizzero († 1809)
- 1752 - Nicola Antonio Zingarelli, compositore italiano († 1837)
- 1755 - Alessandro Maria Pagani, vescovo cattolico italiano († 1835)
- 1758 - John Hoppner, pittore inglese († 1810)
- 1758 - Francesco Piranesi, architetto, incisore e politico italiano († 1810)
- 1758 - Pierre Paul Prud'hon, pittore e disegnatore francese († 1823)
- 1760 - Josef Ludwig Alois von Hommer, vescovo cattolico tedesco († 1836)
- 1762 - Stephen Storace, compositore inglese († 1796)
- 1762 - Carolina di Nassau-Usingen, nobile tedesca († 1823)
- 1765 - Giuseppe Suriano, nobile, politico e patriota italiano († 1799)
- 1767 - Constance-Marie Charpentier, pittrice francese († 1849)
- 1769 - Cadwallader D. Colden, politico statunitense († 1834)
- 1772 - Nachman di Breslov, teologo e rabbino ucraino († 1810)
- 1773 - Eleonora Bernardini, nobildonna italiana († 1855)
- 1773 - Étienne Maurice Gérard, generale francese († 1852)
- 1774 - Ignaz Ferdinand Arnold, scrittore tedesco († 1812)
- 1782 - Carlo Finelli, scultore italiano († 1853)
- 1782 - Vincenzo Flauti, matematico italiano († 1863)
- 1785 - Bettina Brentano von Arnim, scrittrice tedesca († 1859)
- 1787 - Alessandro Spada, cardinale italiano († 1843)
- 1791 - Giuseppe Domenico Botto, fisico italiano († 1865)
- 1792 - Thaddeus Stevens, politico statunitense († 1868)
- 1794 - Sabin Berthelot, naturalista e etnologo francese († 1880)
- 1795 - Joseph Böhm, violinista ungherese († 1876)
- 1798 - Francesco Paolo Ruggiero, giurista, economista e politico italiano († 1881)
- 1799 - Vincenzo Florio, politico e imprenditore italiano († 1868)
- 1800 - Tokugawa Nariaki, politico giapponese († 1860)

## XIX secolo(202)
- 1801 - Antonio Arrivabene, politico italiano († 1877)
- 1802 - Dorothea Dix, attivista statunitense († 1887)
- 1804 - Francesco Annoni di Cerro, generale e politico italiano († 1872)
- 1804 - Nicola Fabrizi, militare, patriota e politico italiano († 1885)
- 1805 - Prosper Guéranger, presbitero e abate francese († 1875)
- 1806 - Carlo Reishammer, architetto italiano († 1883)
- 1808 - George Child Villiers, VI conte di Jersey, nobile e politico inglese († 1859)
- 1809 - Benjamin Peirce, matematico e astronomo statunitense († 1880)
- 1810 - Désirée Gay, giornalista e attivista francese († 1891)
- 1818 - Hugh Fortescue, III conte di Fortescue, politico inglese († 1905)
- 1818 - Thomas Mayne Reid, scrittore irlandese († 1883)
- 1819 - Regina Dal Cin, italiana († 1897)
- 1819 - Félix Lambrecht, politico e imprenditore francese († 1871)
- 1819 - Maria II del Portogallo, regina portoghese († 1853)
- 1819 - Filippo Severati, pittore italiano († 1892)
- 1819 - Gustave Vapereau, scrittore e lessicografo francese († 1906)
- 1820 - Charles Devens, politico e generale statunitense († 1891)
- 1823 - Carl Wilhelm Siemens, ingegnere tedesco († 1883)
- 1823 - Rainero Taddei, patriota e militare italiano († 1866)
- 1825 - Giuseppe Grioli, patriota e militare italiano († 1905)
- 1826 - Samuel Boden, scacchista inglese († 1882)
- 1826 - Zénobe-Théophile Gramme, fisico e inventore belga († 1901)
- 1828 - Margaret Oliphant Oliphant, scrittrice e poetessa scozzese († 1897)
- 1829 - Frederick Thomas Green, esploratore canadese († 1876)
- 1829 - Heinrich Antonovič Leer, generale, insegnante e storico russo († 1904)
- 1830 - Emilio Dandolo, patriota e militare italiano († 1859)
- 1831 - Ferdinando Pratesi, coreografo italiano († 1879)
- 1831 - Federico Spantigati, politico italiano († 1884)
- 1831 - Edward Cary Walthall, politico e generale statunitense († 1898)
- 1832 - Werner Munzinger, esploratore e diplomatico svizzero († 1875)
- 1832 - Franz Joseph von Stein, arcivescovo cattolico tedesco († 1909)
- 1834 - Elena di Baviera, duchessa tedesca († 1890)
- 1835 - John Hughlings Jackson, neurologo britannico († 1911)
- 1836 - Salvatore Trinchese, scienziato italiano († 1897)
- 1838 - Lawrence Barrett, attore teatrale statunitense († 1891)
- 1839 - Francesco Meardi, avvocato e politico italiano († 1909)
- 1841 - Christina Alčevskaja, scrittrice e insegnante ucraina († 1920)
- 1842 - Édouard Lucas, matematico francese († 1891)
- 1842 - Francesco Vespignani, architetto italiano († 1899)
- 1843 - William Henry Jackson, pittore e fotografo statunitense († 1942)
- 1843 - Hans Richter, direttore d'orchestra austriaco († 1916)
- 1844 - Felice Cameroni, critico letterario e giornalista italiano († 1913)
- 1844 - Alfred Wilhelm Dove, storico tedesco († 1916)
- 1844 - Efim Volkov, pittore russo († 1920)
- 1846 - Luigi Donati, fisico e matematico italiano († 1932)
- 1846 - Lautréamont, poeta francese († 1870)
- 1846 - Raoul Pictet, fisico svizzero († 1929)
- 1847 - Charles Loring Jackson, chimico statunitense († 1935)
- 1847 - Catherine Potter, filantropa inglese († 1929)
- 1848 - Giuseppe Tomassetti, storico italiano († 1911)
- 1848 - Georges Moreau de Tours, pittore francese († 1901)
- 1849 - Félix Balzer, medico e patologo francese († 1929)
- 1850 - Filadelfo Fichera, ingegnere e architetto italiano († 1909)
- 1850 - Francesco Maria Mirabella, storico, educatore e poeta italiano († 1931)
- 1851 - Alberto Crispo Cappai, generale italiano († 1940)
- 1852 - Elkan Bauer, compositore austriaco († 1942)
- 1852 - Arthur Philemon Coleman, geologo canadese († 1939)
- 1852 - Eugenio Maccagnani, scultore italiano († 1930)
- 1853 - Thomas Lincoln III, statunitense († 1871)
- 1853 - Károly Zipernowsky, ingegnere ungherese († 1942)
- 1854 - Domenico Raccuini, avvocato e politico italiano († 1920)
- 1855 - Tovmas Nazarbekian, generale russo († 1931)
- 1858 - Remy de Gourmont, poeta, romanziere e giornalista francese († 1915)
- 1859 - Contardo Ferrini, giurista italiano († 1902)
- 1859 - Medea Mei Figner, soprano e mezzosoprano italiano († 1952)
- 1859 - Mario Rutelli, scultore italiano († 1941)
- 1861 - Léon Marie Dufour, naturalista francese († 1942)
- 1862 - Wilhelm Altmann, storico e musicologo tedesco († 1951)
- 1862 - Robert King, calciatore inglese († 1950)
- 1862 - Leonid Osipovič Pasternak, pittore russo († 1945)
- 1863 - Blanche Marchesi, mezzosoprano francese († 1940)
- 1865 - Edward Stanley, XVII conte di Derby, politico, ufficiale e ambasciatore inglese († 1948)
- 1866 - George Pierce Baker, critico letterario, docente e educatore statunitense († 1935)
- 1866 - Émile Gentil, ufficiale e esploratore francese († 1914)
- 1867 - Otto Folin, chimico svedese († 1934)
- 1867 - Bruno Galli-Valerio, patologo, igienista e batteriologo italiano († 1943)
- 1867 - Duarte Leopoldo e Silva, arcivescovo cattolico brasiliano († 1938)
- 1868 - Alessandra di Anhalt, principessa tedesca († 1958)
- 1868 - Johannes Hermannus Berends, vescovo vetero-cattolico olandese († 1941)
- 1868 - Ezio Cerpi, architetto italiano († 1958)
- 1868 - Philippa Fawcett, matematica e educatrice britannica († 1948)
- 1868 - Léopold Ramus, schermidore francese († 1950)
- 1869 - Mary Colter, architetto e designer statunitense († 1958)
- 1869 - Ugo Farulli, direttore teatrale, commediografo e attore italiano († 1928)
- 1870 - Vito Allegri, contrabbassista italiano († 1937)
- 1870 - Ryūzō Torii, antropologo e etnologo giapponese († 1953)
- 1871 - Andrejs Auzāns, generale lettone († 1953)
- 1872 - Henry Bataille, scrittore, poeta e pittore francese († 1922)
- 1872 - Giuseppe Gabrieli, orientalista e bibliotecario italiano († 1942)
- 1872 - Pēteris Juraševskis, politico lettone († 1945)
- 1872 - Arthur Kaufmann, giurista e scacchista austriaco († 1938)
- 1872 - Alois Scheiwiler, vescovo cattolico svizzero († 1938)
- 1873 - Élie Faure, storico dell'arte e medico francese († 1937)
- 1873 - Gyula Peidl, sindacalista e politico ungherese († 1943)
- 1874 - Antonio Cicala, mafioso italiano († 1928)
- 1874 - Carlo Donati, pittore italiano († 1949)
- 1875 - Richard Genserowski, ginnasta tedesco († 1955)
- 1875 - Samuel S. Hinds, attore statunitense († 1948)
- 1875 - Pierre Monteux, direttore d'orchestra francese († 1964)
- 1875 - Kazimierz Prószyński, inventore polacco († 1945)
- 1876 - Ernesto Murolo, poeta, drammaturgo e giornalista italiano († 1939)
- 1876 - Gaetano Scavonetti, funzionario e politico italiano († 1957)
- 1876 - Maurice de Vlaminck, pittore francese († 1958)
- 1878 - Walter Conrad Arensberg, collezionista d'arte, critico d'arte e poeta statunitense († 1954)
- 1878 - Rudolf Nelson, compositore tedesco († 1960)
- 1878 - Walter Pulitzer, editore, scrittore e compositore di scacchi statunitense († 1926)
- 1878 - Gideon Scheepers, militare sudafricano († 1902)
- 1878 - Ethel Wales, attrice statunitense († 1952)
- 1879 - Aimo Cajander, politico finlandese († 1943)
- 1879 - Gustav Goßler, canottiere tedesco († 1940)
- 1879 - Gabriel Grovlez, compositore e direttore d'orchestra francese († 1944)
- 1880 - Furio Franceschini, compositore, direttore d'orchestra e organista italiano († 1976)
- 1880 - Georg Ludwig von Trapp, ufficiale austro-ungarico († 1947)
- 1881 - Francesco Chigi, nobile, fotografo e militare italiano († 1953)
- 1881 - Francesco Gianotti, architetto italiano († 1967)
- 1881 - Amalia Guglielminetti, scrittrice e poetessa italiana († 1941)
- 1881 - Sergej Sergeevič Kamenev, generale sovietico († 1936)
- 1881 - Paul Palén, tiratore a segno svedese († 1944)
- 1881 - Rudolf Reder, superstite dell'Olocausto polacco († 1968)
- 1882 - Roberto Cacciari, architetto italiano († 1934)
- 1882 - Harold Hardman, calciatore inglese († 1965)
- 1883 - Louis Bach, calciatore francese († 1914)
- 1883 - Raffaello Brizzi, architetto italiano († 1946)
- 1883 - William Cadman, tipografo e missionario britannico († 1948)
- 1883 - Gyula Juhász, poeta e giornalista ungherese († 1937)
- 1883 - Piero Puricelli, ingegnere e imprenditore italiano († 1951)
- 1883 - Władysław Skoczylas, pittore, incisore e scultore polacco († 1934)
- 1884 - Giacomo Alberione, presbitero e editore italiano († 1971)
- 1884 - Andrej Sergeevič Bubnov, politico e militare sovietico († 1938)
- 1884 - Thomas MacRobert, matematico scozzese († 1962)
- 1884 - Giorgio Treves de' Bonfili, calciatore, allenatore di calcio e dirigente sportivo italiano († 1964)
- 1884 - Isoroku Yamamoto, ammiraglio giapponese († 1943)
- 1885 - Cesare Chiodi, ingegnere e urbanista italiano († 1969)
- 1885 - Leonardo Dudreville, pittore italiano († 1976)
- 1885 - Giuseppe Hess, calciatore e dirigente sportivo italiano († 1967)
- 1885 - Paul Mazé, missionario e arcivescovo cattolico francese († 1976)
- 1885 - Giorgio Mortara, economista e statistico italiano († 1967)
- 1886 - Riccardo Bajardi, militare italiano († 1917)
- 1886 - Frank Luther Mott, storico e giornalista statunitense († 1964)
- 1886 - Janus Theeuwes, arciere olandese († 1975)
- 1887 - Minčo Nejčev, politico bulgaro († 1956)
- 1888 - Hilmar Clausen, attore danese († 1951)
- 1888 - Harry Oliver, scenografo, comico e artista statunitense († 1973)
- 1888 - Tris Speaker, giocatore di baseball e allenatore di baseball statunitense († 1958)
- 1889 - Hans-Jürgen von Arnim, generale tedesco († 1962)
- 1890 - Angelo Balbiani, calciatore italiano
- 1890 - Emanuele Toso, presbitero e partigiano italiano († 1944)
- 1891 - Martín Echegoyen, politico uruguaiano († 1974)
- 1891 - Richard Euringer, scrittore e poeta tedesco († 1953)
- 1891 - Hans Grimm, scrittore tedesco († 1953)
- 1891 - Virgilio Guidi, pittore, poeta e saggista italiano († 1984)
- 1891 - Federico Vittore Nardelli, scrittore e ingegnere italiano († 1973)
- 1891 - Gwendolyn Pates, attrice statunitense († 1970)
- 1891 - Bruno Antonio Quintavalle, dirigente d'azienda italiano († 1974)
- 1891 - Giani Stuparich, scrittore e militare italiano († 1961)
- 1892 - Romolo Balzani, cantautore e attore italiano († 1962)
- 1892 - Esther Howard, attrice statunitense († 1965)
- 1892 - Charles Christian Lauritsen, fisico danese († 1968)
- 1892 - Virgílio Maurício, pittore, scrittore e critico d'arte brasiliano († 1937)
- 1892 - Italo Mus, pittore italiano († 1967)
- 1892 - Ervino Pocar, germanista e traduttore italiano († 1981)
- 1892 - Gioacchino Quarello, politico italiano († 1966)
- 1892 - Karl Wilhelm Reinmuth, astronomo tedesco († 1979)
- 1892 - Cyril Smith, attore scozzese († 1963)
- 1892 - Edith Södergran, poetessa finlandese († 1923)
- 1893 - Isidoro Fagoaga, tenore spagnolo († 1976)
- 1893 - Richard Rosson, regista e attore statunitense († 1953)
- 1893 - Wilhelm Rady, allenatore di calcio ungherese
- 1894 - Ashton Dearholt, attore e produttore cinematografico statunitense († 1942)
- 1894 - Amerigo Dumini, militare italiano († 1967)
- 1895 - Richard Bird, attore e regista inglese († 1979)
- 1895 - Hermann Foertsch, generale tedesco († 1961)
- 1895 - Valdus Lund, calciatore svedese († 1962)
- 1895 - Vittorio Marchesi, generale e aviatore italiano († 1966)
- 1896 - Benigno Di Tullio, psichiatra e antropologo italiano († 1979)
- 1896 - Wolfgang Fürstner, militare tedesco († 1936)
- 1896 - Attilio Gerola, calciatore italiano
- 1896 - Marion Harris, cantante statunitense († 1944)
- 1896 - Emilio Moretti, calciatore italiano
- 1896 - Ren Zhuoxuan, politico, giornalista e attivista cinese († 1990)
- 1896 - Robert E. Sherwood, commediografo e sceneggiatore statunitense († 1955)
- 1896 - Erwein di Thun e Hohenstein, militare austriaco († 1946)
- 1897 - Leo Fiederer, calciatore tedesco († 1946)
- 1897 - Pierre Fresnay, attore francese († 1975)
- 1897 - Dina Guerri-Manfredini, supercentenaria italiana († 2012)
- 1898 - Agnes Ayres, attrice statunitense († 1940)
- 1898 - Luigi Corsi, marinaio e militare italiano († 1941)
- 1898 - Lamberto De Bernardi, militare italiano († 1917)
- 1898 - Antonio Juantegui, calciatore spagnolo († 1966)
- 1899 - René Belbenoît, scrittore francese († 1959)
- 1899 - Lodovico Benvenuti, partigiano e politico italiano († 1966)
- 1899 - Maceo Carloni, sindacalista italiano († 1944)
- 1899 - Albino Carraro, arbitro di calcio e dirigente sportivo italiano († 1964)
- 1899 - Carmel Myers, attrice statunitense († 1980)
- 1899 - Guy Oliver Nickalls, canottiere britannico († 1974)
- 1899 - Hillel Oppenheimer, botanico e agronomo israeliano († 1971)
- 1899 - Fratelli Stenberg, artista e designer russo († 1982)
- 1900 - Waldemar Klingelhöfer, agente segreto tedesco († 1977)
- 1900 - Adolf Patek, allenatore di calcio e calciatore austriaco († 1982)
- 1900 - Marta Sammartini, scultrice e pittrice italiana († 1954)
- 1900 - Henry FitzRoy Somerset, X duca di Beaufort, nobile inglese († 1984)
- 1900 - Orvar Trolle, nuotatore svedese († 1971)

## XX secolo(960)
- 1901 - James Johnston Navagh, vescovo cattolico statunitense († 1965)
- 1901 - Harry Reynolds, montatore statunitense († 1971)
- 1902 - Louise Lévèque de Vilmorin, scrittrice, poetessa e sceneggiatrice francese († 1969)
- 1902 - Fred O'Connor, calciatore statunitense († 1952)
- 1902 - Stanley G. Weinbaum, scrittore e autore di fantascienza statunitense († 1935)
- 1903 - Mario Coda Spirito, politico e partigiano italiano († 1995)
- 1903 - Joseph Fassbender, pittore tedesco († 1974)
- 1904 - Aleksandr Nikolaevič Afinogenov, drammaturgo russo († 1941)
- 1904 - Walter J. Kohler, politico, imprenditore e militare statunitense († 1976)
- 1904 - Arturo Maineri de Meichsenau, politico e matematico italiano († 1966)
- 1904 - Käthe von Nagy, attrice ungherese († 1973)
- 1904 - Asrate Mariam Yemmeru, arcivescovo cattolico etiope († 1990)
- 1904 - Yi Yuksa, poeta coreano († 1944)
- 1904 - József Újvári, calciatore ungherese († 1945)
- 1905 - Vera Bock, illustratrice russa († 1973)
- 1905 - Nello Boscagli, partigiano e politico italiano († 1976)
- 1905 - Eugène Bozza, compositore e direttore d'orchestra francese († 1991)
- 1905 - Dougie Gray, calciatore scozzese († 1972)
- 1905 - Erwin Hein, alpinista, geodeta e cartografo austriaco († 1989)
- 1905 - Romualdo Locatelli, pittore italiano
- 1905 - Bortolo Manlio Pat, politico italiano († 1980)
- 1905 - George Stevenson, calciatore e allenatore di calcio scozzese († 1990)
- 1905 - Shōjirō Sugimura, calciatore giapponese († 1975)
- 1906 - Athos Artigiani, calciatore italiano
- 1906 - Bea Benaderet, attrice statunitense († 1968)
- 1906 - Willy Falck Hansen, pistard danese († 1978)
- 1906 - Yasuo Haruyama, calciatore giapponese († 1987)
- 1906 - Teuku Muhammad Hasan, politico indonesiano († 1997)
- 1906 - Orazio Semeraro, arcivescovo cattolico italiano († 1991)
- 1906 - Ermanno Toschi, pittore italiano († 1999)
- 1907 - Alcide Bezzati, calciatore italiano († 1967)
- 1907 - Octavio Fantoni, calciatore brasiliano († 1935)
- 1907 - Paul Gadenne, scrittore e poeta francese († 1956)
- 1907 - Egidio Negrin, arcivescovo cattolico italiano († 1958)
- 1907 - Karl Julius Alexander Thoenes, alpinista e ingegnere tedesco († 1944)
- 1908 - Pasquale De Antonis, fotografo italiano († 2001)
- 1908 - Giovanni Panetta, calciatore italiano († 1989)
- 1908 - Lydia Simoneschi, doppiatrice e attrice italiana († 1981)
- 1908 - Antony Tudor, ballerino, coreografo e insegnante britannico († 1987)
- 1909 - Bobby Connelly, attore statunitense († 1922)
- 1909 - Leone Ginzburg, letterato e antifascista italiano († 1944)
- 1910 - László Cseh, calciatore ungherese († 1950)
- 1910 - Efraín Antonio Ríos García, supercentenario colombiano († 2024)
- 1910 - Shahaji II, principe indiano († 1983)
- 1911 - Robert Anderson Hall, linguista e critico letterario statunitense († 1997)
- 1911 - Tommaso Novelli, magistrato italiano († 2014)
- 1911 - Bill Ridding, calciatore e allenatore di calcio inglese († 1981)
- 1912 - Aldo Bardelli, giornalista e dirigente sportivo italiano († 1971)
- 1912 - Antonio Ferrara, calciatore argentino
- 1912 - Marcello Marchesi, scrittore, sceneggiatore e regista italiano († 1978)
- 1912 - Juhani Vellamo, sollevatore finlandese († 2004)
- 1913 - Howard Cable, cestista statunitense († 1995)
- 1913 - Gina Galeotti Bianchi, partigiana italiana († 1945)
- 1913 - Rosemary Lane, attrice e cantante statunitense († 1974)
- 1913 - Frances Langford, cantante e comica statunitense († 2005)
- 1913 - Folke Lind, calciatore svedese († 2001)
- 1913 - Jules Léger, diplomatico e politico canadese († 1980)
- 1913 - Giuseppe Nano, organista e compositore italiano († 1992)
- 1913 - Muddy Waters, cantautore e chitarrista statunitense († 1983)
- 1913 - Jerome Weidman, librettista e commediografo statunitense († 1998)
- 1914 - Salvatore Argento, produttore cinematografico italiano († 1987)
- 1914 - Dino Bovoli, allenatore di calcio e calciatore italiano († 1988)
- 1914 - Letizia Colajanni, politica italiana († 2005)
- 1914 - Marguerite Duras, scrittrice, regista e sceneggiatrice francese († 1996)
- 1914 - David Goodall, botanico britannico († 2018)
- 1914 - Agostino Viela Ezcurdia, religioso spagnolo († 1936)
- 1914 - Michel Villey, filosofo e storico francese († 1988)
- 1914 - Warren Whitlinger, cestista statunitense († 2012)
- 1915 - Lars Ahlin, scrittore svedese († 1997)
- 1915 - Amedeo Biavati, calciatore e allenatore di calcio italiano († 1979)
- 1915 - François Chamoux, grecista e archeologo francese († 2007)
- 1915 - Katalin Horváth, schermitrice ungherese († 1991)
- 1915 - Giuseppe Masi, scrittore, filosofo e poeta italiano († 2007)
- 1915 - René Taton, storico francese († 2004)
- 1916 - Robert Charpentier, ciclista su strada francese († 1966)
- 1916 - Athos Dianti, calciatore italiano († 1983)
- 1916 - Nikola Ljubičić, generale e politico jugoslavo († 2005)
- 1916 - Silvestro Pisa, calciatore e allenatore di calcio argentino († 1975)
- 1916 - David White, attore statunitense († 1990)
- 1917 - Glenn Adams, cestista statunitense († 2011)
- 1917 - Otello Calbi, compositore italiano († 1995)
- 1917 - Janka Guzová, cantante slovacca († 1993)
- 1917 - Antonio Lima, mafioso italiano
- 1918 - Sacco van der Made, attore e doppiatore olandese († 1997)
- 1920 - William Colby, agente segreto statunitense († 1996)
- 1920 - Aldo Ghira, pallanuotista, nuotatore e imprenditore italiano († 1991)
- 1920 - Bruno Romano, politico italiano († 1975)
- 1921 - Heinz Krügel, allenatore di calcio e calciatore tedesco orientale († 2008)
- 1921 - Roger Mathis, calciatore svizzero († 2015)
- 1921 - John W. Reynolds, politico e giudice statunitense († 2002)
- 1921 - Elizabeth Wilson, attrice statunitense († 2015)
- 1922 - Elmer Bernstein, compositore statunitense († 2004)
- 1922 - Bigode, calciatore brasiliano († 2003)
- 1922 - Bernard Evslin, scrittore statunitense († 1993)
- 1922 - Dorothy Hart, attrice statunitense († 2004)
- 1922 - George Senesky, cestista e allenatore di pallacanestro statunitense († 2001)
- 1923 - Giacomo Delaude, calciatore italiano
- 1923 - Nikola Hajdin, ingegnere serbo († 2019)
- 1923 - Reidar Nyborg, fondista norvegese († 1990)
- 1923 - Bengt Palmquist, velista svedese († 1995)
- 1923 - Peter Vaughan, attore britannico († 2016)
- 1924 - Antonio Beristain Ipiña, criminologo spagnolo († 2009)
- 1924 - Bob Christie, pilota automobilistico statunitense († 2009)
- 1924 - Lionetto Fabbri, regista italiano († 2011)
- 1924 - Francisco Lesmes, calciatore e allenatore di calcio spagnolo († 2005)
- 1924 - Carlo Loffredo, contrabbassista italiano († 2018)
- 1924 - Otello Voliani, calciatore italiano († 2012)
- 1925 - Maria Assunta Alexandroff Bassi, scrittrice italiana († 2012)
- 1925 - Dorothy Alison, attrice australiana († 1992)
- 1925 - Dettmar Cramer, allenatore di calcio tedesco († 2015)
- 1925 - Miguel Câmara Filho, arcivescovo cattolico brasiliano († 2018)
- 1925 - Serge Dassault, ingegnere, imprenditore e politico francese († 2018)
- 1925 - Emmett Williams, poeta e artista statunitense († 2007)
- 1926 - Paolo Licini, politico italiano († 2012)
- 1926 - Umberto Simonetta, drammaturgo, paroliere e umorista italiano († 1998)
- 1927 - Aušra Augustinavičiūtė, economista, sociologa e psicologa lituana († 2005)
- 1927 - Henri Huet, fotoreporter francese († 1971)
- 1927 - Bruno Mezzena, pianista e compositore italiano († 2017)
- 1927 - Joe Orlando, disegnatore, fumettista e editore italiano († 1998)
- 1927 - Robert Slatzer, scrittore, critico letterario e regista statunitense († 2005)
- 1928 - Maya Angelou, poetessa, attrice e ballerina statunitense († 2014)
- 1928 - Alfredo Armenteros, trombettista cubano († 2016)
- 1928 - Ėlina Bystrickaja, attrice sovietica († 2019)
- 1928 - Augustin Diamacoune Senghor, presbitero e attivista senegalese († 2007)
- 1928 - Giuseppe Mancuso, politico e sindacalista italiano († 2004)
- 1928 - Mazzino Montinari, germanista e filosofo italiano († 1986)
- 1928 - Monty Norman, musicista, compositore e cantante britannico († 2022)
- 1928 - Cesare Segre, filologo, semiologo e ispanista italiano († 2014)
- 1928 - Bud Tingelstad, pilota automobilistico statunitense († 1981)
- 1929 - Jimmy Adamson, calciatore e allenatore di calcio inglese († 2011)
- 1929 - Toimi Alatalo, fondista finlandese († 2014)
- 1929 - William F. Clinger, politico statunitense († 2021)
- 1929 - Bill Garrett, cestista e allenatore di pallacanestro statunitense († 1974)
- 1929 - Mike Tiddy, allenatore di calcio e calciatore inglese († 2009)
- 1929 - Bob Wyllie, calciatore scozzese († 1981)
- 1930 - Ennio Di Nolfo, storico e politologo italiano († 2016)
- 1930 - Jack Ferguson, pallanuotista britannico († 2025)
- 1930 - Jacques Stany, attore e doppiatore bielorusso († 2016)
- 1931 - Catherine Tizard, politica e attivista neozelandese († 2021)
- 1931 - Harold Volkmer, politico statunitense († 2011)
- 1932 - Antonio Baseotto, vescovo cattolico argentino († 2025)
- 1932 - Clive Davis, produttore discografico statunitense
- 1932 - Yasuharu Hasebe, regista e sceneggiatore giapponese († 2009)
- 1932 - Pierre Lacotte, ballerino, coreografo e direttore artistico francese († 2023)
- 1932 - Dick Lugar, politico statunitense († 2019)
- 1932 - Anthony Perkins, attore, regista e sceneggiatore statunitense († 1992)
- 1932 - Ladislav Přáda, calciatore cecoslovacco († 1995)
- 1932 - Józef Razowski, entomologo polacco
- 1932 - Andrej Tarkovskij, regista, sceneggiatore e montatore sovietico († 1986)
- 1933 - Frits Bolkestein, economista e politico olandese († 2025)
- 1933 - Bill France Jr., dirigente sportivo statunitense († 2007)
- 1933 - Brian Hewson, mezzofondista britannico († 2022)
- 1933 - Tivadar Kanizsa, pallanuotista ungherese († 1974)
- 1933 - Vladimir Aleksandrovič Orlov, operaio e politico sovietico
- 1934 - Jean-Louis Buron, calciatore francese († 2005)
- 1934 - Giuseppe De Chirico, tiratore a segno italiano († 2019)
- 1934 - Adam Kendon, psicologo inglese († 2022)
- 1934 - Joachim Latacz, filologo classico e grecista tedesco
- 1934 - Liliana Ugolini, scrittrice e drammaturga italiana († 2021)
- 1935 - Mohammed Basindawa, politico yemenita
- 1935 - Trevor Griffiths, drammaturgo e sceneggiatore britannico († 2024)
- 1935 - Michael Horovitz, poeta, artista e traduttore inglese († 2021)
- 1935 - François Bernard Mâche, musicologo e compositore francese
- 1935 - Kenneth Mars, attore e doppiatore statunitense († 2011)
- 1935 - Pia Riva, ex sciatrice alpina italiana
- 1936 - Renato Alberti, calciatore italiano († 2022)
- 1936 - Michail Sinaevič Bogin, regista sovietico
- 1936 - Visvaldis Eglītis, cestista sovietico († 2014)
- 1936 - Giancarlo Facchinetti, compositore, pianista e direttore d'orchestra italiano († 2017)
- 1936 - Hans Grodotzki, mezzofondista tedesco
- 1936 - Luigi Lombardi Vallauri, filosofo italiano
- 1936 - Stuart MacKenzie, canottiere australiano († 2020)
- 1936 - Ferenc Németh, ex pentatleta ungherese
- 1936 - Giorgio Rochat, storico e biografo italiano († 2024)
- 1936 - Maureen Kennedy Salaman, scrittrice statunitense († 2006)
- 1937 - Ludovico Magrini, giornalista italiano († 1991)
- 1937 - Thomas Mauch, direttore della fotografia, regista e produttore cinematografico tedesco
- 1937 - Renato Meduri, politico e giornalista italiano
- 1937 - Lajos Portisch, scacchista ungherese
- 1938 - Jérôme Christ, cestista francese († 2023)
- 1938 - Emile Daems, ciclista su strada belga († 2024)
- 1938 - Erminia Dell'Oro, scrittrice eritrea
- 1938 - Silvano Flaborea, calciatore e allenatore di calcio italiano († 2024)
- 1938 - Kazuko Hosoki, astrologa e personaggio televisivo giapponese († 2021)
- 1938 - Carmen Moreno Toscano, politica, diplomatica e attivista messicana
- 1938 - Nazzareno Natale, attore italiano († 2006)
- 1938 - Domenico Tiberia, pugile italiano († 1989)
- 1938 - Emilio Trivini, canottiere italiano († 2022)
- 1939 - Bill Bridges, cestista statunitense († 2015)
- 1939 - Joe Dean, ex calciatore inglese
- 1939 - Darlene Hooley, politica statunitense
- 1939 - Howie Hughes, hockeista su ghiaccio canadese († 2025)
- 1939 - Hugh Masekela, musicista, cantante e trombettista sudafricano († 2018)
- 1939 - Angelo Ogliari, ex calciatore italiano
- 1939 - Alexander Segger George, botanico australiano
- 1939 - Jacques Stamm, ex calciatore francese
- 1939 - Ernie Terrell, pugile statunitense († 2014)
- 1939 - Danny Thompson, polistrumentista inglese
- 1940 - Richard Attwood, ex pilota automobilistico britannico
- 1940 - Filippo Chiomenti, giurista italiano
- 1940 - Alfredo Galasso, giurista, politico e avvocato italiano
- 1940 - Alessandra Melucco Vaccaro, storica e archeologa italiana († 2000)
- 1940 - Selimir Milošević, allenatore di calcio, dirigente sportivo e ex calciatore jugoslavo
- 1940 - Robby Müller, direttore della fotografia olandese († 2018)
- 1940 - Sharon Sheeley, compositrice statunitense († 2002)
- 1940 - Christel Steffin, ex nuotatrice tedesca
- 1940 - Domenico Susi, politico italiano († 2004)
- 1941 - Antonio Bernardi, politico italiano
- 1941 - Peter Christiansen, ex canottiere danese
- 1941 - Angelica Domröse, attrice tedesca
- 1941 - Grigore Grigoriu, attore moldavo († 2003)
- 1941 - Vittorio Lupi, vescovo cattolico italiano
- 1941 - Gian Battista Magaraggia, ex calciatore italiano
- 1941 - Thomas Pavel, critico letterario e francesista rumeno
- 1942 - Jean-Pierre Allemand, ex schermidore francese
- 1942 - Attilio Bravi, ex calciatore italiano
- 1942 - Omero Capanna, attore e stuntman italiano († 2003)
- 1942 - Michel Fourniret, serial killer francese († 2021)
- 1942 - Wolfgang Grupp, imprenditore tedesco
- 1942 - Graziano Mesina, criminale italiano († 2025)
- 1942 - Claudio Nicolini, politico e fisico italiano († 2023)
- 1942 - Robert Szczepaniak, ex calciatore francese
- 1943 - Bruno Di Luia, attore, stuntman e ex rugbista a 15 italiano
- 1943 - Mirsad Fazlagić, ex calciatore jugoslavo
- 1943 - Carmelo Gozzo, fumettista italiano
- 1943 - Paulette Jiles, scrittrice e poetessa statunitense († 2025)
- 1943 - Morteza Latifi Nezami, scrittore, poeta e pittore italiano
- 1943 - Jiří Paďour, vescovo cattolico ceco († 2015)
- 1943 - Joan Rigol, politico spagnolo († 2024)
- 1943 - Isabel-Clara Simó i Monllor, scrittrice, giornalista e politica spagnola († 2020)
- 1943 - Aljoša Volčič, matematico italiano
- 1943 - David Alexandre Winter, cantautore olandese
- 1944 - Magda Aelvoet, politica belga
- 1944 - Rudolf Dollinger, ex tiratore a segno austriaco
- 1944 - Barbara Ess, fotografa, musicista e curatrice editoriale statunitense († 2021)
- 1944 - Fayṣal bin Musāʿid bin ʿAbd al-ʿAzīz Āl Saʿūd, principe e criminale saudita († 1975)
- 1944 - Miroslav Ferić, calciatore jugoslavo († 2017)
- 1944 - Elmar Ledergerber, politico svizzero
- 1944 - Magdaleno Mercado, calciatore messicano († 2020)
- 1944 - Craig T. Nelson, attore statunitense
- 1944 - Erik Pettersson, ex ciclista su strada svedese
- 1944 - Nélson Prudêncio, triplista brasiliano († 2012)
- 1944 - Ronnie Rees, calciatore gallese († 2023)
- 1944 - Francis Turatello, criminale italiano († 1981)
- 1945 - Daniel Cohn-Bendit, politico e scrittore francese
- 1945 - Sergio Di Giulio, attore, doppiatore e direttore del doppiaggio italiano († 2019)
- 1945 - Moustapha Diop, regista beninese
- 1945 - Caroline McWilliams, attrice statunitense († 2010)
- 1945 - Pietro Pittofrati, ex calciatore italiano
- 1945 - Jesús Posada, politico e ingegnere spagnolo
- 1945 - Valerij Ustjužin, sollevatore sovietico († 2010)
- 1945 - Nazareno Vitali, politico italiano
- 1946 - Lars-Göran Arwidson, ex biatleta svedese
- 1946 - Ernesto Bassignano, cantautore, giornalista e conduttore radiofonico italiano
- 1946 - Pietro Fioravanti, ex calciatore italiano
- 1946 - George Frendo, arcivescovo cattolico maltese
- 1946 - Dave Hill, chitarrista e cantante britannico
- 1946 - Larry Miller, cestista statunitense († 2025)
- 1947 - Gary Bell, ex calciatore inglese
- 1947 - Monika Fioreschy, artista italiana
- 1947 - Jacques Frantz, attore e doppiatore francese († 2021)
- 1947 - Luke Halpin, attore statunitense
- 1947 - Allan Lichtman, storico statunitense
- 1947 - Mario Malossini, politico italiano
- 1947 - Enrico Manera, pittore, scultore e attore italiano
- 1947 - Salvatore Sciarrino, compositore italiano
- 1947 - Ed White, ex giocatore di football americano statunitense
- 1948 - Asle Arntsen, calciatore norvegese († 2024)
- 1948 - Lalla Castellano, cantante e flautista italiana
- 1948 - Billie Hughes, cantante, musicista e produttore discografico statunitense († 1998)
- 1948 - Struan Stevenson, politico scozzese
- 1948 - Hossein Kazerani, ex calciatore iraniano
- 1948 - Jila Mossaed, poetessa e scrittrice iraniana
- 1948 - Berry Oakley, bassista e cantante statunitense († 1972)
- 1948 - Abdullah Öcalan, politico curdo
- 1948 - Werner Roth, ex calciatore statunitense
- 1948 - Dan Simmons, scrittore e autore di fantascienza statunitense
- 1948 - Bunny Sterling, pugile giamaicano († 2018)
- 1948 - Avi Toledano, cantautore israeliano
- 1948 - Walter Tresch, ex sciatore alpino svizzero
- 1948 - Dragiša Vučinić, ex cestista, allenatore di pallacanestro e dirigente sportivo jugoslavo
- 1948 - Pick Withers, batterista britannico
- 1949 - Bob Lackey, cestista statunitense († 2002)
- 1949 - Sarah Monzani, truccatrice britannica
- 1949 - Bruno Mégret, funzionario e politico francese
- 1949 - Delia Owens, scrittrice e zoologa statunitense
- 1949 - Giorgio Pighi, politico italiano
- 1949 - Nava Starr, scacchista canadese
- 1949 - Guido Trombetti, matematico e politico italiano
- 1949 - Guido Viceconte, politico italiano
- 1949 - John Wooley, scrittore e giornalista statunitense
- 1949 - Yau Shing-Tung, matematico cinese
- 1950 - Charles Bernstein, poeta e saggista statunitense
- 1950 - Randle Chowning, cantante e chitarrista statunitense
- 1950 - Christine Lahti, attrice e regista statunitense
- 1950 - Ettore Pasculli, regista italiano
- 1950 - Dan Patrick, politico e conduttore radiofonico statunitense
- 1950 - Pip Pyle, batterista e compositore inglese († 2006)
- 1951 - Lucio d'Alessandro, sociologo e scrittore italiano
- 1951 - Begoña Ameztoy, pittrice e scrittrice spagnola
- 1951 - Takanori Arisawa, compositore e arrangiatore giapponese († 2005)
- 1951 - Francesco De Gregori, cantautore e musicista italiano
- 1951 - John Hannah, giocatore di football americano statunitense
- 1951 - Tom Jackson, ex giocatore di football americano statunitense
- 1951 - Don Lavoie, economista statunitense († 2001)
- 1951 - Paolo Piras, ex calciatore italiano
- 1952 - Rosemarie Ackermann, ex altista tedesca
- 1952 - Pat Burns, allenatore di hockey su ghiaccio canadese († 2010)
- 1952 - Angelo Maria Cicolani, politico e ingegnere italiano († 2012)
- 1952 - Günther Lemmerer, ex slittinista austriaco
- 1952 - Cherie Lunghi, attrice britannica
- 1952 - Gary Moore, chitarrista, cantautore e compositore britannico († 2011)
- 1952 - Hun Sen, politico e militare cambogiano
- 1952 - Villy Søvndal, politico danese
- 1952 - Teofilo III di Gerusalemme, monaco cristiano e arcivescovo ortodosso greco
- 1953 - Laurie Beechman, attrice e cantante statunitense († 1998)
- 1953 - Kvitka Cisyk, cantante statunitense († 1998)
- 1953 - Luciano Mancini, allenatore di calcio italiano
- 1953 - Oleg Orlov, attivista, politico e biologo russo
- 1953 - Luigi Vimercati, politico italiano
- 1953 - Chen Yi, compositrice e violinista cinese
- 1954 - Parveen Babi, attrice indiana († 2005)
- 1954 - Ian Brown, ex velista australiano
- 1954 - Mike Butler, ex giocatore di football americano statunitense
- 1954 - Michel Camilo, pianista e compositore dominicano
- 1954 - Julie Carmen, attrice statunitense
- 1954 - Mary-Margaret Humes, attrice e modella statunitense
- 1954 - Attila Kerekes, ex calciatore ungherese
- 1954 - Fiorella Mannoia, cantante e attrice italiana
- 1954 - Sergio Orduña, allenatore di calcio e ex calciatore messicano
- 1954 - Tom Ruegger, scrittore statunitense
- 1954 - Marco Salvi, vescovo cattolico italiano
- 1954 - Nicola Valentino, terrorista italiano
- 1955 - Marco Lodola, artista italiano
- 1955 - Gail Palmer, regista, attrice e produttrice cinematografica statunitense
- 1955 - Raimondo Ponte, allenatore di calcio e ex calciatore svizzero
- 1955 - Armin Rohde, attore tedesco
- 1956 - Deborah Birx, medico, immunologo e diplomatica statunitense
- 1956 - Antonio Giuseppe Caiazzo, arcivescovo cattolico italiano
- 1956 - Marica Corral, ex cestista messicana
- 1956 - Klaus Eberhard, ex sciatore alpino austriaco
- 1956 - Evelyn Hart, ex ballerina canadese
- 1956 - David E. Kelley, produttore televisivo, produttore cinematografico e sceneggiatore statunitense
- 1957 - Fabio Biliotti, pilota motociclistico italiano
- 1957 - Marco Buti, economista e funzionario italiano
- 1957 - Peter Englund, scrittore, storico e saggista svedese
- 1957 - Roger Gould, ex rugbista a 15, allenatore di rugby a 15 e imprenditore australiano
- 1957 - Annie Grégorio, attrice francese
- 1957 - El Chapo, criminale messicano
- 1957 - Keisuke Itagaki, fumettista giapponese
- 1957 - Aki Kaurismäki, regista, sceneggiatore e produttore cinematografico finlandese
- 1957 - Michiel van Kempen, scrittore, storico e critico letterario olandese
- 1957 - Peter Kurth, attore tedesco
- 1957 - Liu Jianli, cestista cinese († 2015)
- 1957 - Lars Lönnkvist, orientista svedese
- 1957 - Nilo Martins Guimarães, ex cestista brasiliano
- 1958 - Peter Baltes, bassista tedesco
- 1958 - Umberto Brindani, giornalista italiano
- 1958 - Cazuza, cantautore brasiliano († 1990)
- 1958 - Christian Danner, ex pilota automobilistico tedesco
- 1958 - Patrizia Di Malta, cantante, paroliera e traduttrice italiana
- 1958 - Patrizia Garganese, modella, attrice e conduttrice televisiva italiana
- 1958 - Lam Jones, velocista e giocatore di football americano statunitense († 2019)
- 1958 - Chico Linares, allenatore di calcio e ex calciatore spagnolo
- 1958 - Fabio Melilli, politico italiano
- 1958 - Drinka Milović, ex cestista jugoslava
- 1958 - Bia Nunnes, attrice brasiliana
- 1958 - David Roback, chitarrista e cantautore statunitense († 2020)
- 1958 - Marita Sandig, ex canottiera tedesca
- 1958 - Vichai Srivaddhanaprabha, imprenditore e dirigente sportivo thailandese († 2018)
- 1958 - John Toro, ex arbitro di calcio colombiano
- 1958 - Johnny Vicari, ex sciatore alpino italiano
- 1958 - Masakuni Yamamoto, allenatore di calcio e ex calciatore giapponese
- 1959 - Nicola D'Ottavio, dirigente sportivo e ex calciatore italiano
- 1959 - Viktor Elbling, diplomatico tedesco
- 1959 - Phil Morris, attore e doppiatore statunitense
- 1959 - Šamil' Sabirov, ex pugile sovietico
- 1960 - Yolanda Barcina, politica spagnola
- 1960 - Marco Calonaci, ex calciatore italiano
- 1960 - Murray Chandler, scacchista neozelandese
- 1960 - Hanna Dmytrenko, ex schermitrice sovietica
- 1960 - Jane Eaglen, soprano inglese
- 1960 - Azim Isabekov, politico kirghiso
- 1960 - Andrew Lau, regista, produttore cinematografico e direttore della fotografia hongkonghese
- 1960 - Bohdan Makuc, ex ginnasta sovietico
- 1960 - Marvin Obando, ex calciatore costaricano
- 1960 - Anna Maria Palermo, politica italiana
- 1960 - José Peseiro, allenatore di calcio e ex calciatore portoghese
- 1960 - Arild Ravndal, ex calciatore norvegese
- 1960 - Bev Smith, ex cestista e allenatrice di pallacanestro canadese
- 1960 - Lorraine Toussaint, attrice trinidadiana
- 1960 - Hugo Weaving, attore britannico
- 1961 - Fahad Al-Musaibeah, ex calciatore saudita
- 1961 - Stefano Bandecchi, politico, imprenditore e dirigente sportivo italiano
- 1961 - Luca Beatrice, critico d'arte e saggista italiano († 2025)
- 1961 - Tom Byron, attore pornografico e regista statunitense
- 1961 - Félix Cruz, ex calciatore messicano
- 1961 - Luciano De Luca, attore italiano
- 1961 - Miguel España, allenatore di calcio e ex calciatore messicano
- 1961 - Luigi Fresco, allenatore di calcio e dirigente sportivo italiano
- 1961 - René van der Gijp, ex calciatore olandese
- 1961 - Gyrðir Elíasson, poeta e scrittore islandese
- 1961 - Chiaki J. Konaka, sceneggiatore giapponese
- 1961 - Jack Guy Lafontant, politico e medico haitiano
- 1961 - Naoko Matsui, doppiatrice giapponese
- 1961 - Ray Mercer, ex pugile, kickboxer e artista marziale misto statunitense
- 1961 - Mustafa Sabbagh, fotografo e artista italiano
- 1961 - Peter Thomsen, cavaliere tedesco
- 1962 - Craig Adams, musicista britannico
- 1962 - Alessandra Anglesio, ex schermitrice italiana
- 1962 - Arnulfo Becerra, ex calciatore venezuelano
- 1962 - Willy Borsus, politico belga
- 1962 - Marco Giovannetti, ex ciclista su strada italiano
- 1962 - Melissa Hart, politica statunitense
- 1962 - Viktor Nikolaevič Sokolov, ammiraglio russo
- 1963 - Nuri Adıyeke, storico turco
- 1963 - Khassan Baiev, medico russo
- 1963 - A. Michael Baldwin, attore, produttore cinematografico e sceneggiatore statunitense
- 1963 - Steve Berry, ex calciatore inglese
- 1963 - Jack Del Rio, ex giocatore di football americano e allenatore di football americano statunitense
- 1963 - Nadia Falvo, ex mezzofondista italiana
- 1963 - Marco Giallini, attore italiano
- 1963 - Kazushi Hagiwara, fumettista giapponese
- 1963 - Dale Hawerchuk, hockeista su ghiaccio e allenatore di hockey su ghiaccio canadese († 2020)
- 1963 - Jane McDonald, cantante e conduttrice televisiva britannica
- 1963 - Graham Norton, conduttore televisivo e comico irlandese
- 1963 - Irene Pivetti, politica, conduttrice televisiva e giornalista italiana
- 1964 - Dr. Chud, batterista statunitense
- 1964 - Anthony Clark, attore statunitense
- 1964 - David Cross, attore, comico e scrittore statunitense
- 1964 - Satoshi Furukawa, astronauta giapponese
- 1964 - Ivan Korčok, politico slovacco
- 1964 - Liming Yue, artista marziale cinese
- 1964 - Jeremy McWilliams, pilota motociclistico britannico
- 1964 - Paul Parker, ex calciatore e allenatore di calcio inglese
- 1964 - José María Pazo, allenatore di calcio e ex calciatore colombiano
- 1964 - Riccardo Sfondrini, autore televisivo e scrittore italiano
- 1964 - Branco, ex calciatore e allenatore di calcio brasiliano
- 1964 - Sofia Ventura, politologa e saggista italiana
- 1964 - Frank Yallop, allenatore di calcio e ex calciatore canadese
- 1965 - Vinny Burns, chitarrista inglese
- 1965 - Tony Burse, ex giocatore di football americano e dirigente sportivo statunitense
- 1965 - Samuele Donatoni, poliziotto italiano († 1997)
- 1965 - Robert Downey Jr., attore e produttore televisivo statunitense
- 1965 - Sven Medvešek, attore e doppiatore croato
- 1965 - Darko Nestorović, allenatore di calcio e ex calciatore bosniaco
- 1965 - Maurizio Nuzzi, ex ciclista su strada italiano
- 1965 - Janusz Olech, ex schermidore polacco
- 1965 - Norma Torres, politica statunitense
- 1965 - Jessie Tuggle, allenatore di football americano statunitense
- 1965 - Alessandro Vespignani, fisico italiano
- 1965 - Elaine Zayak, ex pattinatrice artistica su ghiaccio statunitense
- 1966 - Marco Babini, ex calciatore italiano
- 1966 - Anna Bussotti, cantante italiana
- 1966 - Romolo Calabrese, architetto e editore italiano
- 1966 - Luca Chiappino, allenatore di calcio e ex calciatore italiano
- 1966 - Finn Christian Jagge, sciatore alpino norvegese († 2020)
- 1966 - Nancy McKeon, attrice e doppiatrice statunitense
- 1966 - Sandra Nettelbeck, regista e sceneggiatrice tedesca
- 1966 - Cees van Rootselaar, ex cestista e allenatore di pallacanestro olandese
- 1966 - Oleg Sadikhov, ex sollevatore sovietico
- 1966 - Mike Starr, musicista statunitense († 2011)
- 1966 - Chrīstos Tsekos, ex cestista, allenatore di pallacanestro e dirigente sportivo greco
- 1967 - Francesco Bulckaen, doppiatore italiano
- 1967 - Juli Furtado, ex mountain biker, ciclista su strada e sciatrice alpina statunitense
- 1967 - Ronald Hoop, ex calciatore olandese
- 1967 - Edith Masai, ex mezzofondista e maratoneta keniota
- 1967 - Giōrgos Maurōtas, ex pallanuotista greco
- 1967 - Vickie Orr, ex cestista statunitense
- 1967 - David Perry, autore di videogiochi e imprenditore britannico
- 1967 - David Pittu, attore statunitense
- 1968 - Mariangela Barbanente, sceneggiatrice e regista cinematografica italiana
- 1968 - Roberto Colciago, pilota automobilistico italiano
- 1968 - Umberto Gentiloni, storico e docente italiano
- 1968 - Steve Hood, ex cestista statunitense
- 1968 - Jesús Rollán, pallanuotista spagnolo († 2006)
- 1969 - Diana Blefari Melazzi, terrorista italiana († 2009)
- 1969 - Monica Casiraghi, ultramaratoneta italiana
- 1969 - Mo Cowan, politico e avvocato statunitense
- 1969 - Christian Daghio, thaiboxer e pugile italiano († 2018)
- 1969 - Atanas Džambazki, allenatore di calcio e ex calciatore bulgaro
- 1969 - Clizia Gurrado, scrittrice italiana
- 1969 - Rich King, ex cestista statunitense
- 1969 - Lucia Micheli, ex canoista italiana
- 1969 - Sergejs Naumovs, allenatore di hockey su ghiaccio e ex hockeista su ghiaccio lettone
- 1969 - Gérard de Nooijer, allenatore di calcio e ex calciatore olandese
- 1969 - Raffaele Paolino, ex calciatore italiano
- 1969 - Pep Puig, scrittore spagnolo
- 1969 - Jorge Julio Rocha, ex pugile colombiano
- 1969 - Uwe Römer, ex schermidore tedesco
- 1969 - Iosif Staneŭski, arcivescovo cattolico bielorusso
- 1969 - Anthony Tucker, ex cestista statunitense
- 1969 - Stefan Örnskog, ex hockeista su ghiaccio svedese
- 1970 - Ahad bint Abdullah, sovrana omanita
- 1970 - Giōrgos Amanatidīs, ex calciatore greco
- 1970 - Antonello Angeli, carabiniere italiano
- 1970 - Rebekka Bakken, cantautrice, compositrice e produttrice discografica norvegese
- 1970 - Elena Elesina, ex altista russa
- 1970 - Håvard Flo, dirigente sportivo e ex calciatore norvegese
- 1970 - Barry van Galen, ex calciatore olandese
- 1970 - Greg Garcia, produttore televisivo, sceneggiatore e regista statunitense
- 1970 - Janice Kawaye, doppiatrice statunitense
- 1970 - Mark Kirchner, sciatore nordico tedesco
- 1970 - Kai Erik Moen, allenatore di calcio e ex calciatore norvegese
- 1970 - Barry Pepper, attore canadese
- 1970 - Marcelo Schenker, ex calciatore argentino
- 1970 - Mix Master Mike, disc jockey statunitense
- 1970 - Andrew Steinfeld, ex cestista canadese
- 1970 - Jason Stoltenberg, allenatore di tennis e ex tennista australiano
- 1970 - Josh Todd, cantante statunitense
- 1971 - Steve Barker, regista e sceneggiatore britannico
- 1971 - Federica Brunini, scrittrice e giornalista italiana
- 1971 - Dietmar Kühbauer, allenatore di calcio e ex calciatore austriaco
- 1971 - Christian Lønstrup, allenatore di calcio e ex calciatore danese
- 1972 - Kevin Brown, attore statunitense
- 1972 - Jérôme Damon, ex arbitro di calcio sudafricano
- 1972 - Adriana Dunavska, ex ginnasta bulgara
- 1972 - Vladimir Jurovskij, direttore d'orchestra russo
- 1972 - Koichi Kidera, ex calciatore giapponese
- 1972 - Cristian Mini, cantautore e attore italiano
- 1972 - Lisa Ray, attrice canadese
- 1972 - Holger Schlepps, ex tuffatore tedesco
- 1972 - Jill Scott, cantautrice e attrice statunitense
- 1972 - Kelvin Sebwe, ex calciatore liberiano
- 1973 - Samassi Abou, ex calciatore francese
- 1973 - David Blaine, illusionista statunitense
- 1973 - Loris Capirossi, pilota motociclistico italiano
- 1973 - Peter Hoekstra, ex calciatore olandese
- 1973 - Chris McCormack, triatleta australiano
- 1973 - Julie Ofsoski, ex cestista neozelandese
- 1973 - Javier Orol, ex giocatore di calcio a 5 spagnolo
- 1973 - Kelly Price, cantante statunitense
- 1973 - Geng Shuang, politico cinese
- 1973 - Sven Vermant, allenatore di calcio e ex calciatore belga
- 1974 - Anderson Luiz Schveitzer, ex calciatore brasiliano
- 1974 - Roosevelt Désir, ex calciatore haitiano
- 1974 - Greg Francis, cestista e allenatore di pallacanestro canadese († 2023)
- 1974 - Stuart Grimes, ex rugbista a 15, allenatore di rugby a 15 e imprenditore britannico
- 1974 - Ryan Hoover, ex cestista statunitense
- 1974 - Marya Hornbacher, scrittrice, saggista e giornalista statunitense
- 1974 - Vasiliy Jirov, pugile kazako
- 1974 - Jim Kay, illustratore britannico
- 1974 - Derek Kolstad, sceneggiatore statunitense
- 1974 - Ante Milicic, allenatore di calcio e ex calciatore australiano
- 1974 - Dave Mirra, pilota di rally e ciclista di BMX statunitense († 2016)
- 1974 - Daniel Stendel, allenatore di calcio e ex calciatore tedesco
- 1974 - Tom Waller, regista e produttore cinematografico thailandese
- 1975 - Ahn Kyoung-mi, illustratrice sudcoreana
- 1975 - Kisha Ford, ex cestista e allenatrice di pallacanestro statunitense
- 1975 - Thobias Fredriksson, ex fondista svedese
- 1975 - Luca Gamba, ex cestista e allenatore di pallacanestro italiano
- 1975 - Joyce Giraud, attrice e modella portoricana
- 1975 - Josh Hayes, pilota motociclistico statunitense
- 1975 - Sean Maher, attore statunitense
- 1975 - Edoardo Rabezzana, pallavolista italiano
- 1975 - Lázaro Rivas, lottatore cubano († 2013)
- 1975 - Mamadou Sylla, ex calciatore senegalese
- 1975 - Natalija Vorožbyt, drammaturga, regista e sceneggiatrice ucraina
- 1975 - Kevin Weekes, ex hockeista su ghiaccio canadese
- 1976 - Abdullah Abu Zema, allenatore di calcio e ex calciatore giordano
- 1976 - Serena Autieri, attrice, cantante e conduttrice televisiva italiana
- 1976 - Nicolò Bongiorno, regista, sceneggiatore e produttore cinematografico italiano
- 1976 - Kōstas Charalampidīs, ex cestista e allenatore di pallacanestro greco
- 1976 - Emerson Ferreira da Rosa, dirigente sportivo, allenatore di calcio e ex calciatore brasiliano
- 1976 - Sébastien Enjolras, pilota automobilistico francese († 1997)
- 1976 - Jang Yong-ho, arciere sudcoreano
- 1976 - Gian Luca Margheriti, scrittore e fotografo italiano
- 1976 - Elvir Rahimić, ex calciatore bosniaco
- 1976 - James Roday, attore statunitense
- 1976 - Jean-Jacques Yemweni, ex calciatore della Repubblica Democratica del Congo
- 1977 - Marco Almeida, ex calciatore portoghese
- 1977 - Linda Alpiger, ex sciatrice alpina svizzera
- 1977 - Stephan Bonnar, artista marziale misto, lottatore e pugile statunitense († 2022)
- 1977 - Keith Bulluck, ex giocatore di football americano statunitense
- 1977 - Egla Ceno, attrice e conduttrice televisiva albanese
- 1977 - Piotr Długosielski, ex velocista polacco
- 1977 - Adam Dutkiewicz, chitarrista e produttore discografico statunitense
- 1977 - Itziar Gurrutxaga, ex calciatrice spagnola
- 1977 - Onel de Guzmán, hacker e informatico filippino
- 1977 - Goran Jurak, ex cestista sloveno
- 1977 - Begençmuhammet Kulyýew, ex calciatore turkmeno
- 1977 - Vitalʹ Lanʹko, ex calciatore bielorusso
- 1977 - José Luis Maluenda, ex cestista spagnolo
- 1977 - Bruno Piano, ex calciatore uruguaiano
- 1977 - Eddy Ratti, ciclista su strada italiano
- 1977 - Shauna Rohbock, ex bobbista e ex calciatrice statunitense
- 1977 - Daniel Uznik, ex sciatore alpino austriaco
- 1978 - Ana Asensio, attrice e regista spagnola
- 1978 - Renato Felizardo, pallavolista brasiliano
- 1978 - Imad Khoshaba Gargees, arcivescovo cattolico iracheno
- 1978 - Matthew MacCaull, attore canadese
- 1978 - Alan Mahon, ex calciatore irlandese
- 1978 - Mkueni Mayala, ex calciatore della Repubblica Democratica del Congo
- 1978 - Sven Neuhaus, ex calciatore tedesco
- 1978 - Lemar, cantautore e produttore discografico britannico
- 1978 - Irene Skliva, modella e personaggio televisivo greca
- 1978 - René Wolff, ex pistard tedesco
- 1978 - Aska Yang, cantante taiwanese
- 1978 - Jurica Žuža, ex cestista e allenatore di pallacanestro croato
- 1979 - Ezequiel Carboni, dirigente sportivo, allenatore di calcio e ex calciatore argentino
- 1979 - Chen Qiao En, cantante, attrice e modella taiwanese
- 1979 - Matthew Dear, disc jockey e produttore discografico statunitense
- 1979 - Nick Garcia, ex calciatore statunitense
- 1979 - Heath Ledger, attore australiano († 2008)
- 1979 - Roberto Luongo, ex hockeista su ghiaccio e dirigente sportivo canadese
- 1979 - Natasha Lyonne, attrice statunitense
- 1979 - Andy McKee, chitarrista statunitense
- 1979 - Stanislav Medvedenko, ex cestista ucraino
- 1979 - Maksim Opalev, ex canoista russo
- 1979 - Álvaro Ormeño, ex calciatore cileno
- 1979 - Ludovic Roux, ex combinatista nordico francese
- 1979 - Tiago Silva dos Santos, ex calciatore brasiliano
- 1979 - Danilo Soscia, scrittore italiano
- 1979 - Erlan Wrazayev, ex calciatore kazako
- 1980 - Giusy Augetto, ex cestista italiana
- 1980 - Johnny Borrell, cantante e chitarrista britannico
- 1980 - Gong Hyo-jin, attrice sudcoreana
- 1980 - Claude Joseph, politico haitiano
- 1980 - Trevor Moore, comico, attore e scrittore statunitense († 2021)
- 1980 - Sven Müller, ex calciatore tedesco
- 1980 - Frédéric Rusanganwa, ex calciatore ruandese
- 1980 - Bekzat Sattarkhanov, pugile kazako († 2000)
- 1980 - Marco Sfogli, chitarrista italiano
- 1980 - Mark Tuitert, pattinatore di velocità su ghiaccio olandese
- 1980 - Björn Wirdheim, pilota automobilistico svedese
- 1980 - Collette Wolfe, attrice statunitense
- 1981 - Daniel Alfreider, politico e ingegnere italiano
- 1981 - Torpekai Amarkhel, giornalista e attivista afghana († 2023)
- 1981 - Nduka Awazie, velocista nigeriano
- 1981 - Paul Codrea, allenatore di calcio e ex calciatore rumeno
- 1981 - Leandson Dias da Silva, ex calciatore brasiliano
- 1981 - Curren$y, rapper statunitense
- 1981 - George Galamaz, ex calciatore rumeno
- 1981 - Adam Hess, ex cestista statunitense
- 1981 - Aleksandr Kolobnev, ex ciclista su strada russo
- 1981 - Terhi Mertanen, hockeista su ghiaccio finlandese
- 1981 - Sašo Ožbolt, ex cestista e allenatore di pallacanestro sloveno
- 1981 - Anna Pjatych, triplista russa
- 1981 - Franco Sosa, allenatore di calcio e ex calciatore argentino
- 1981 - Tigre Uno, wrestler messicano
- 1981 - Ned Vizzini, scrittore e sceneggiatore statunitense († 2013)
- 1981 - Hoshiko Yamane, violinista e compositrice giapponese
- 1982 - Brandon Bochenski, hockeista su ghiaccio statunitense
- 1982 - Jaime Bravo, ex calciatore cileno
- 1982 - Pamela Conti, allenatrice di calcio e ex calciatrice italiana
- 1982 - Curtis Fraser, ex hockeista su ghiaccio canadese
- 1982 - Leandro Gobatto, ex calciatore brasiliano
- 1982 - Andrea Hewitt, triatleta neozelandese
- 1982 - Magnus Jonsson, biatleta svedese
- 1982 - Iōannīs Kastritīs, allenatore di pallacanestro greco
- 1982 - Rémi Pauriol, ex ciclista su strada francese
- 1982 - Jakob Sigurðarson, ex cestista e allenatore di pallacanestro islandese
- 1982 - Olivier Tchatchoua, ex calciatore camerunese
- 1982 - Kett Turton, attore statunitense
- 1982 - Lauren Worsham, attrice e soprano statunitense
- 1983 - Saidu Adeshina, ex calciatore nigeriano
- 1983 - Eric André, attore, comico e conduttore televisivo statunitense
- 1983 - Tigran Bajgoric, schermidore canadese
- 1983 - Ben Gordon, ex cestista britannico
- 1983 - Roberto Guerra, ex cestista spagnolo
- 1983 - Kim Min-chul, ex lottatore sudcoreano
- 1983 - Robert Kristan, hockeista su ghiaccio sloveno
- 1983 - Jussi Kujala, ex calciatore finlandese
- 1983 - Davide Lufrano Chaves, chitarrista italiano († 2013)
- 1983 - Mounir Obbadi, ex calciatore marocchino
- 1983 - Paolo Pizzo, schermidore italiano
- 1983 - Amanda Righetti, attrice e produttrice cinematografica statunitense
- 1983 - Masayoshi Tsukada, giocatore di football americano giapponese
- 1983 - Conny Wassmuth, canoista tedesca
- 1983 - Samuel Wilson, calciatore nicaraguense
- 1983 - Oleksandr Zubov, scacchista ucraino
- 1984 - John Bowler, ex cestista e allenatore di pallacanestro statunitense
- 1984 - Charles Dias de Oliveira, ex calciatore brasiliano
- 1984 - Ryan Dingle, hockeista su ghiaccio statunitense
- 1984 - Mahamat Déby Itno, generale e politico ciadiano
- 1984 - Álexander Escobar, calciatore salvadoregno
- 1984 - Il'ja Frolov, pentatleta russo
- 1984 - Augustin Hadelich, violinista italiano
- 1984 - Tada Keelalay, ex calciatore thailandese
- 1984 - Thomas Löfkvist, dirigente sportivo e ex ciclista su strada svedese
- 1984 - Sean May, ex cestista, allenatore di pallacanestro e dirigente sportivo statunitense
- 1984 - Andrea Milroy, modella venezuelana
- 1984 - Shawn Roberts, attore canadese
- 1984 - Store P, rapper norvegese
- 1984 - Anja Stadlober, attrice, doppiatrice e conduttrice radiofonica austriaca
- 1984 - Arkadij Vjatčanin, ex nuotatore russo
- 1984 - Gilson do Amaral, ex calciatore brasiliano
- 1985 - Alison Bales, ex cestista statunitense
- 1985 - Silvia Favento, ex cestista italiana
- 1985 - Rudy Fernández, ex cestista spagnolo
- 1985 - Todrick Hall, cantautore, ballerino e personaggio televisivo statunitense
- 1985 - Thankgod Ike, ex calciatore nigeriano
- 1985 - Tomasz Lisowski, ex calciatore polacco
- 1985 - Wim Raymaekers, allenatore di calcio e ex calciatore belga
- 1985 - Denys Rebryk, ex calciatore ucraino
- 1985 - Yvan Sagnet, attivista e scrittore camerunese
- 1985 - Dudi Sela, ex tennista israeliano
- 1986 - Tomáš Borek, calciatore ceco
- 1986 - Manucho Diniz, calciatore angolano
- 1986 - Pape Paté Diouf, calciatore senegalese
- 1986 - Simona Falauto Perez, ex cestista italiana
- 1986 - Clizia Fornasier, attrice, personaggio televisivo e ex modella italiana
- 1986 - Andrew Gardner, ex giocatore di football americano statunitense
- 1986 - Greyson Gunheim, giocatore di football americano statunitense
- 1986 - Labinot Harbuzi, calciatore svedese († 2018)
- 1986 - Oleksandra Horbunova, ex cestista ucraina
- 1986 - Kristijan Ipša, ex calciatore croato
- 1986 - Mohammed-Awal Issah, ex calciatore ghanese
- 1986 - Rachel Korine, attrice statunitense
- 1986 - Kyle Landry, allenatore di pallacanestro e ex cestista canadese
- 1986 - Eunhyuk, cantante e attore sudcoreano
- 1986 - Maurice Manificat, fondista francese
- 1986 - Aiden McGeady, ex calciatore irlandese
- 1986 - Carlos Nicolía, hockeista su pista argentino
- 1986 - María del Pilar Peña, pallanuotista spagnola
- 1986 - Jason Richardson, ostacolista statunitense
- 1986 - Alexander Tettey, ex calciatore ghanese
- 1987 - Francesco Castellacci, pilota automobilistico italiano
- 1987 - Lance Dos Ramos, attore venezuelano
- 1987 - Sarah Gadon, attrice canadese
- 1987 - Natasa Gkotzī, ex cestista greca
- 1987 - Trévon Hughes, ex cestista statunitense
- 1987 - Robert Jones, arbitro di calcio britannico
- 1987 - Ernests Kalve, cestista e allenatore di pallacanestro lettone
- 1987 - Norihiro Kawakami, ex calciatore giapponese
- 1987 - Sami Khedira, ex calciatore tedesco
- 1987 - McDonald Mariga, ex calciatore keniano
- 1987 - Cameron Maybin, ex giocatore di baseball statunitense
- 1987 - Júnior Moraes, ex calciatore brasiliano
- 1987 - David Myrestam, ex calciatore svedese
- 1987 - Vincenzo Pepe, calciatore italiano
- 1987 - Roninho, giocatore di calcio a 5 brasiliano
- 1987 - TM88, produttore discografico e disc jockey statunitense
- 1987 - Dmytro Tereščenko, ex calciatore ucraino
- 1987 - Michaela Zrůstová, cestista ceca
- 1988 - Michael Almebäck, ex calciatore svedese
- 1988 - Frank Fielding, calciatore inglese
- 1988 - Mauro Formica, ex calciatore argentino
- 1988 - Maggie Geha, attrice e modella statunitense
- 1988 - Dimana Georgieva, cestista bulgara
- 1988 - Kelley Hurley, schermitrice statunitense
- 1988 - A.J. Jefferson, giocatore di football americano statunitense
- 1988 - Jhulliam, calciatore brasiliano
- 1988 - Nadine Keßler, ex calciatrice tedesca
- 1988 - Chris Kramer, cestista statunitense
- 1988 - Cavin Lobo, calciatore indiano
- 1988 - Sandy Maendly, ex calciatrice svizzera
- 1988 - Novica Maksimović, calciatore serbo
- 1988 - James Meredith, ex calciatore australiano
- 1988 - James Sánchez, ex calciatore colombiano
- 1988 - Luna Voce, modella olandese
- 1989 - Vurnon Anita, calciatore olandese
- 1989 - Luciano Balbi, calciatore argentino
- 1989 - Ibrahima Baldé, calciatore senegalese
- 1989 - Mohamed Chalali, ex calciatore francese
- 1989 - Noah Dahlman, cestista statunitense
- 1989 - Saimir Fetai, ex calciatore macedone
- 1989 - Ruzaigh Gamildien, calciatore sudafricano
- 1989 - Chris Herd, ex calciatore australiano
- 1989 - Landry Jones, ex giocatore di football americano statunitense
- 1989 - Junior Kabananga, ex calciatore congolese (Repubblica Democratica del Congo)
- 1989 - Léa Mysius, sceneggiatrice e regista francese
- 1989 - Hannes Oberdörfer, ex hockeista su ghiaccio italiano
- 1989 - Natália Pereira, pallavolista brasiliana
- 1989 - Božidar Radošević, calciatore croato
- 1989 - Luiz Razia, pilota automobilistico brasiliano
- 1989 - Ángelo Rodríguez, calciatore colombiano
- 1989 - Ivan Smiljanić, cestista serbo
- 1989 - Jens Toornstra, calciatore olandese
- 1989 - Dan Peter Ulvestad, calciatore norvegese
- 1989 - Marvin Weinberger, ex calciatore austriaco
- 1990 - Julius Adaramola, ex calciatore nigeriano
- 1990 - Furkan Andıç, attore turco
- 1990 - Matthew Aucoin, compositore, direttore d'orchestra e pianista statunitense
- 1990 - Maximiliano Callorda, calciatore uruguaiano
- 1990 - Steffen Fäth, pallamanista tedesco
- 1990 - Nour Hadhria, ex calciatore tunisino
- 1990 - Ahmad Joudeh, ballerino e coreografo siriano
- 1990 - Lynetta Kizer, cestista statunitense
- 1990 - Marc Martínez, calciatore spagnolo
- 1990 - Orhan Mustafi, calciatore macedone
- 1990 - Paulos Mītropoulos, ex calciatore greco
- 1990 - Dimitri Nəzərov, calciatore azero
- 1990 - Manabu Saitō, calciatore giapponese
- 1990 - Douglas Silva Bacelar, calciatore brasiliano
- 1990 - Cooper Taylor, giocatore di football americano statunitense
- 1990 - Antonio Rodríguez Dovale, ex calciatore spagnolo
- 1990 - Marc Vales, calciatore andorrano
- 1990 - Eugert Zhupa, ex ciclista su strada albanese
- 1991 - Oluwasina Abe, ex calciatore nigeriano
- 1991 - Daniel Chima, calciatore nigeriano
- 1991 - Viktor Dmitrenko, calciatore russo
- 1991 - Phillip Gaines, giocatore di football americano statunitense
- 1991 - Francisco Javier García Quezada, calciatore paraguaiano
- 1991 - Chelsea Green, wrestler canadese
- 1991 - Martine Ek Hagen, fondista norvegese
- 1991 - Jacquelyn Jablonski, modella statunitense
- 1991 - Paul Kibikai, judoka gabonese
- 1991 - Ádám Kovácsik, calciatore ungherese
- 1991 - Lucas Lucco, cantante e attore brasiliano
- 1991 - Sam Meech, velista neozelandese
- 1991 - Asia Muhammad, tennista statunitense
- 1991 - Penn Orji, ex calciatore nigeriano
- 1991 - Christian Ramirez, calciatore statunitense
- 1991 - Ramon Machado de Macedo, calciatore brasiliano
- 1991 - William Rémy, calciatore francese
- 1991 - D.J. Shelton, cestista statunitense
- 1991 - Myf Shepherd, modella australiana
- 1991 - Jamie Lynn Spears, attrice e cantante statunitense
- 1991 - Kanischka Taher, calciatore afghano
- 1991 - Linda Tucceri Cimini, calciatrice italiana
- 1991 - Tereza Vanžurová, pallavolista ceca
- 1991 - Asena Yalçın, cestista turca
- 1992 - Nik'oloz Apakidze, calciatore georgiano
- 1992 - Pape Badji, cestista senegalese
- 1992 - Lucy May Barker, attrice e cantante britannica
- 1992 - Giulio Bisegni, ex rugbista a 15 italiano
- 1992 - Gustavo Campanharo, calciatore brasiliano
- 1992 - Allen Crabbe, ex cestista statunitense
- 1992 - Dynamo Fredericks, calciatore namibiano
- 1992 - Sergiu Hanca, calciatore rumeno
- 1992 - Ben Heber, bobbista tedesco
- 1992 - Fatmir Hysenbelliu, ex calciatore albanese
- 1992 - Darwin Jones, ex calciatore statunitense
- 1992 - Nina Kraljić, cantante croata
- 1992 - Christina Metaxa, cantante cipriota
- 1992 - Alexa Nikolas, attrice statunitense
- 1992 - Fabio Parisi, lottatore italiano
- 1992 - Betinho, calciatore brasiliano
- 1992 - Aurora Ponselé, nuotatrice italiana
- 1992 - Rafael da Silva, calciatore brasiliano
- 1992 - Mario Šitum, calciatore croato
- 1992 - Daniel Theis, cestista tedesco
- 1992 - Nathan Trent, cantante austriaco
- 1993 - Ben Altit, cestista israeliano
- 1993 - Daniel Berntsen, calciatore norvegese
- 1993 - Daniela Bobadilla, attrice canadese
- 1993 - Samir Carruthers, calciatore irlandese
- 1993 - Jorge Correa, calciatore argentino
- 1993 - Enrico Diamantini, pallavolista italiano
- 1993 - Sven Jajčinović, calciatore croato
- 1993 - Frank Kaminsky, cestista statunitense
- 1993 - Mia Mašić, cestista croata
- 1993 - Daniel Meier, ex sciatore alpino austriaco
- 1993 - Lorenzo Savadori, pilota motociclistico italiano
- 1993 - Pavel Solomatin, calciatore russo
- 1993 - David Soria, calciatore spagnolo
- 1993 - Pablo Trigueros, calciatore spagnolo
- 1993 - Francesco Veccia, ex cestista italiano
- 1993 - Fōtīs Zoumpos, cestista greco
- 1993 - Oskars Ķibermanis, bobbista e ex multiplista lettone
- 1994 - Laura Adriani, attrice italiana
- 1994 - Giorgia Avenia, pallavolista italiana
- 1994 - Patrick Banggaard, ex calciatore danese
- 1994 - Yung Bleu, rapper e cantautore statunitense
- 1994 - Robert Carter, cestista statunitense
- 1994 - Oleksij Choblenko, calciatore ucraino
- 1994 - Choe Jun-yong, cestista sudcoreano
- 1994 - Darnell Fisher, ex calciatore inglese
- 1994 - Reuben Foster, giocatore di football americano statunitense
- 1994 - Jay Fulton, calciatore scozzese
- 1994 - Dīmītrīs Goutas, calciatore greco
- 1994 - Alëna Holubeva, cestista bielorussa
- 1994 - Takeshi Kanamori, calciatore giapponese
- 1994 - Aras Kaya, siepista e mezzofondista turco
- 1994 - Tomislav Kiš, calciatore croato
- 1994 - Alexander Marxer, calciatore liechtensteinese
- 1994 - Gregor Mühlberger, ciclista su strada austriaco
- 1994 - Chris O'Neal, attore e rapper statunitense
- 1994 - Giovanni Piccolomo, calciatore brasiliano
- 1994 - Joey Pollari, attore statunitense
- 1994 - Naeem Rahimi, calciatore afghano
- 1994 - Isaac Sackey, calciatore ghanese
- 1994 - Milan Savić, calciatore serbo
- 1994 - Rúben Semedo, calciatore portoghese
- 1994 - Thibang Phete, calciatore sudafricano
- 1995 - Jamal Agnew, giocatore di football americano statunitense
- 1995 - Samar Amer, lottatrice egiziana
- 1995 - Vardan Bakalyan, ex calciatore armeno
- 1995 - Dmitrij Balandin, ex nuotatore kazako
- 1995 - Ilimane Diop, cestista senegalese
- 1995 - Jesús Herrera, pallavolista cubano
- 1995 - Moritz Heyer, calciatore tedesco
- 1995 - Rasmus Johansson, giocatore di calcio a 5 e calciatore danese
- 1995 - Johnathan Carlos Pereira, calciatore brasiliano
- 1995 - Natan Jurkovitz, cestista svizzero
- 1995 - Aleksandr Jušin, calciatore russo
- 1995 - Axel Lindahl, calciatore svedese
- 1995 - Mariusz Malec, calciatore polacco
- 1995 - Yairo Moreno, calciatore colombiano
- 1995 - Vladislav Poljašov, ginnasta russo
- 1995 - Il'ja Popov, cestista russo
- 1995 - Walace, calciatore brasiliano
- 1995 - Daniela Wallen, cestista venezuelana
- 1995 - Olivier Yao-Delon, cestista francese
- 1995 - Giacomo Zilli, cestista italiano
- 1995 - Barbora Štefková, ex tennista ceca
- 1996 - Giulia Bursi, calciatrice italiana
- 1996 - Kenta Chiba, ginnasta giapponese
- 1996 - Rasmus Karjalainen, calciatore finlandese
- 1996 - Mitch Keller, giocatore di baseball statunitense
- 1996 - William Kenndal, calciatore svedese
- 1996 - Geremy Lombardi, ex calciatore dominicano
- 1996 - Austin Mahone, cantante statunitense
- 1996 - Stevan Mićić, lottatore serbo
- 1996 - Bogdan Mladenović, calciatore serbo
- 1996 - Urho Nissilä, calciatore finlandese
- 1996 - Andrea Padula, calciatore italiano
- 1996 - Rod Paradot, attore francese
- 1996 - Marko Pervan, calciatore croato
- 1996 - Jannik Steimle, ciclista su strada tedesco
- 1996 - Marco Vitelli, pallavolista italiano
- 1996 - Justin Watson, giocatore di football americano statunitense
- 1997 - Alan Cariús, calciatore brasiliano
- 1997 - Paige Culver, calciatrice canadese
- 1997 - Fjoralb Deliaj, calciatore albanese
- 1997 - Michael Gómez, calciatore colombiano
- 1997 - Jürgen Heil, calciatore austriaco
- 1997 - Jefferson Galego, calciatore brasiliano
- 1997 - Darryl Johnson, giocatore di football americano statunitense
- 1997 - Victor Leksell, cantante svedese
- 1997 - Georgij Melkadze, calciatore russo
- 1997 - Jordan Sakho, cestista della Repubblica Democratica del Congo
- 1997 - Luka Šušnjara, calciatore sloveno
- 1997 - Williams Velásquez, calciatore venezuelano
- 1997 - Keira Walsh, calciatrice inglese
- 1998 - Ayliva, cantante tedesca
- 1998 - Benjamin Diez, pallavolista francese
- 1998 - Osinachi Ebere, calciatore nigeriano
- 1998 - Will Fries, giocatore di football americano statunitense
- 1998 - Joris van Gool, velocista olandese
- 1998 - Pol Granch, cantante e attore spagnolo
- 1998 - Patrick Maswanganyi, calciatore sudafricano
- 1998 - Juan Miguel Ojeda Gauto, calciatore paraguaiano
- 1998 - Kennedy Redding, ex pallavolista statunitense
- 1998 - C.Gambino, rapper svedese († 2024)
- 1998 - Aaron Van Poucke, ciclista su strada belga
- 1999 - Alexander Ahl Holmström, calciatore svedese
- 1999 - Husniddin Aliqulov, calciatore uzbeko
- 1999 - Keely Cashman, sciatrice alpina statunitense
- 1999 - João Coelho, velocista portoghese
- 1999 - Milan Corryn, calciatore belga
- 1999 - Ezequiel Escobar, calciatore uruguaiano
- 1999 - Yūya Fukuda, calciatore giapponese
- 1999 - Emelie Henning, ex sciatrice alpina svedese
- 1999 - Ron-Thorben Hoffmann, calciatore tedesco
- 1999 - Kim Kuk-hyang, tuffatrice nordcoreana
- 1999 - Samuelu Malo, calciatore samoano
- 1999 - Janserik Maratkhan, calciatore mongolo
- 1999 - Adónios Mérlos, altista greco
- 1999 - Axel Norén, calciatore svedese
- 2000 - Timotej Múdry, calciatore slovacco
- 2000 - Cris Nievarez, canottiere filippino
- 2000 - Allanzinho, calciatore brasiliano
- 2000 - Joel Parra, cestista spagnolo
- 2000 - Pedro David Ramírez, calciatore argentino
- 2000 - Manuel Roffo, calciatore argentino
- 2000 - Clayton Sampaio, calciatore brasiliano
- 2000 - Luciano Vicentín, pallavolista argentino
- 2000 - Zeamsone, rapper polacco

## XXI secolo(33)
- 2001 - Jalen Carter, giocatore di football americano statunitense
- 2001 - Andrea Filadelli, nuotatore italiano
- 2001 - Bruno Gomes, calciatore brasiliano
- 2001 - Jamal Hill, giocatore di football americano statunitense
- 2001 - Renzo Orihuela, calciatore uruguaiano
- 2001 - Mattia Pinazzi, pistard e ciclista su strada italiano
- 2001 - Taylor Silverholt, calciatore svedese
- 2001 - Angelo Stiller, calciatore tedesco
- 2001 - Dávid Strelec, calciatore slovacco
- 2001 - Pommelien Thijs, cantante e attrice belga
- 2001 - Frederik Winther, calciatore danese
- 2002 - Ayomide Bello, canoista nigeriana
- 2002 - Charalampos Charalampous, calciatore cipriota
- 2002 - Óscar Cruz, calciatore uruguaiano
- 2002 - Féli Delacauw, calciatrice belga
- 2002 - Daniel Grassl, pattinatore artistico su ghiaccio italiano
- 2002 - Nodar Lominadze, calciatore georgiano
- 2002 - Carlos Vivas, calciatore venezuelano
- 2003 - Franco Carboni, calciatore argentino
- 2003 - Joan Cruz, calciatore cileno
- 2003 - Harvey Elliott, calciatore inglese
- 2003 - Timotej Jambor, calciatore slovacco
- 2003 - Esther Elo Joseph, velocista e ostacolista nigeriana
- 2003 - Danil Kuraksin, calciatore estone
- 2003 - James Ndjeungoue, calciatore camerunese
- 2003 - Thiago Santamaría, calciatore argentino
- 2004 - Thiago Fernández, calciatore argentino
- 2004 - Nina Kajzba, calciatrice slovena
- 2004 - Mahdi Salem, calciatore qatariota
- 2005 - Filippo Farioli, pilota motociclistico italiano
- 2005 - Dino Kojić, calciatore sloveno
- 2007 - Maureen Wijaya, giocatrice di badminton australiana
- 2008 - Hinano Kusaki, skater giapponese

## Senza anno specificato(1)
- Oliva di Anagni, italiana († 492)